# Légion noire de Mirabeau
Pour les articles homonymes, voir Légion noire.
Cet article possède un paronyme, voir Légion noire.
Cet article concerne l'unité dirigée par Roger de Damas. Pour l'unité dirigée par Étienne de Damas-Crux, voir Légion de Damas. Pour l'escadron de hussards, voir Hussards de la Légion de Damas.
La Légion noire de Mirabeau, puis légion de Damas a été levée le 14 mars 1791 par le vicomte de Mirabeau après son émigration en 1791.
Le 3 août 1790, André Boniface Louis Riquetti de Mirabeau quitte la France et envoie sa démission à l’Assemblée. Au mois de novembre, il se rend à Turin auprès du comte d’Artois. Ce n’est pas pour lui faire sa cour, mais pour lui demander de l’autoriser et de l’aider à lever une légion. Il devance d’au moins sept mois l’organisation par le prince de Condé d’une armée à Worms. Le comte d’Artois ayant accepté la création à ses frais de la légion, Mirabeau commence à recruter dans la région de Chambéry. Alors qu’il est à la tête de 100 officiers et de 300 hommes, il décide de rejoindre Condé. Leur regroupement se fait, à partir du 14 mars 1791, en Pays de Bade, dans la partie allemande des États du cardinal de Rohan, à Ettenheim et ses environs. Aussitôt arrivé, Mirabeau recrute, ouvrant des bureaux aussi bien en Allemagne qu’à la frontière suisse, tandis que des émissaires discrets prospectent Colmar et Sélestat. La presse républicaine de Strasbourg se déchaîne contre Mirabeau et ses hommes qui n’ont pourtant rien entrepris encore, n’ayant ni équipement, ni armes. Les volontaires affluent de partout. La légion s’étoffe : de 640 fantassins et 134 cavaliers au 26 août, elle passe à 730 et 148 respectivement le 26 octobre 1791. La troupe de Mirabeau part de Renchen le 23 février 1792 pour gagner par étapes Waldenbuch, où, sous la protection du régiment d'Hohenlohe, elle va être complètement formée et instruite, à l’effectif de 1 497 hommes. Là va lui parvenir la nouvelle de la déclaration de guerre de la France à l’Autriche, le 24 avril 1792. 
L’armée de Condé et la légion noire sont mises à la disposition du prince Esterhazy, commandant l’armée du Rhin. Chargé de commander l'avant garde de l'armée de Condé, une partie du régiment de Berwick-Irlandais suit ses officiers et sort de Landau, avec armes et bagages et rejoignent l’armée des princes. Le vicomte de Mirabeau les incorpore à sa légion. Il engage le combat le 13 août 1792, avec les Français occupant Fort-Louis mais ce n’est qu'une escarmouche sans conséquence. Mais André Boniface Louis Riquetti de Mirabeau est mis aux arrêts car il a attaqué du Pays de Bade, qui a protesté et meurt le 15 septembre 1792.

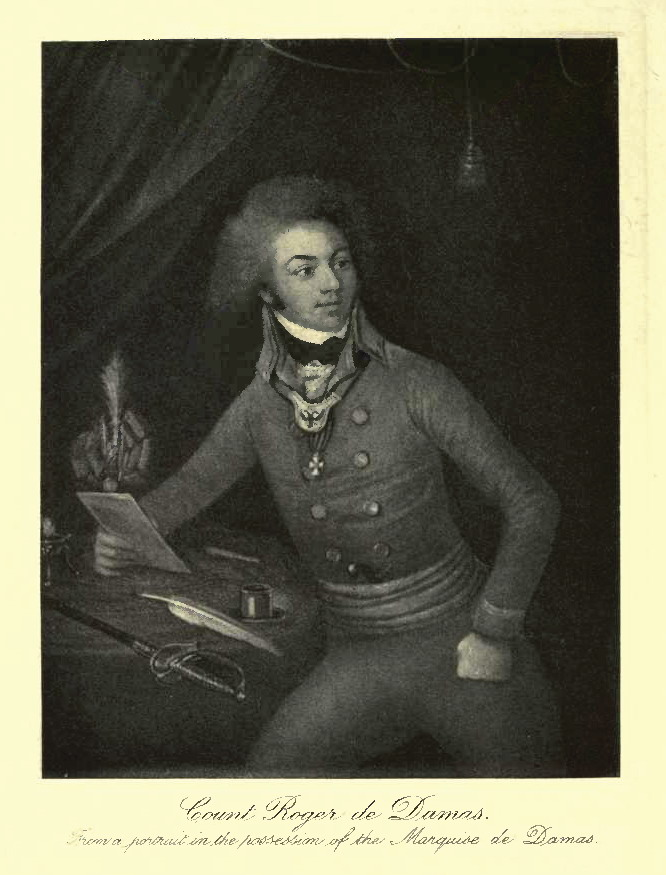
Le comte Roger de Damas.

La Légion Noire, dite aussi Les Mirabeau groupe près de 3 000 hommes lui survit. Le marquis de la Feronnière la commande; car le fils de Mirabeau ne peut lui succéder car il n’a que quatre ans. Sous les ordres de La Feronnière, la légion prend part brillamment à la campagne de 1793 au prix de lourdes pertes. Le 22 avril 1793, la légion de Mirabeau et le 1er bataillon d'infanterie noble attaquent le général Custine, près de Germersheim. Des Condéens voient enfin le feu ! La première vraie bataille a lieu le 17 mai à Rülzheim. Les Autrichiens s'y débandent mais la division des émigrés s'y distingue.
La vicomtesse de Mirabeau vend la légion noire de Mirabeau au comte Roger de Damas. Il devient propriétaire et colonel de la légion, à charge pour lui de verser chaque année, pendant 10 ans, 3 000 livres à Victor Claude, fils d'André Boniface Louis Riquetti de Mirabeau lequel parvenu à 23 ans pourra redevenir propriétaire du corps. Désormais cette légion porte le nom de Damas a une histoire glorieuse jusqu’en avril 1798, où ses diverses unités sont incorporés dans les régiments de l’armée de Condé lorsque celle-ci est prise à la solde de la Russie.
Les grenadiers de Mirabeau portaient habit noir, plastron bleu clair et brandebourgs blancs, collet, gilet, culottes bleu clair ; épaulettes rouges ; demi-guêtres découpées en cœur sur le devant ; bonnet à poil sans plaque, avec tresse et plumet blancs ; brassard ; buffleteries croisées. Les chasseurs de Mirabeau portaient la même tenue que les grenadiers, sauf les épaulettes qui étaient vertes. Au lieu du bonnet à poil, ils ont le casque sans visière, noir avec chenille noire, cimier, et plaque de cuivre ornée d’une fleur de lys, plumet blanc. 
Les deux premiers escadrons de cavaliers étaient de hussards ; schako à flamme noire et bleu céleste ; dolman noir, pelisse et pantalon bleu céleste. Le troisième escadron, de hussards tolpachs, portait le colback à flamme bleu céleste, et la lance à flamme noire et bleu céleste.